# Reichertshofen
Reichertshofen är en kommun och ort i Landkreis Pfaffenhofen an der Ilm i Regierungsbezirk Oberbayern i förbundslandet Bayern i Tyskland.
Köpingen ingår i kommunalförbundet Reichertshofen tillsammans med kommunen Pörnbach.